# Ferdinand Pfohl

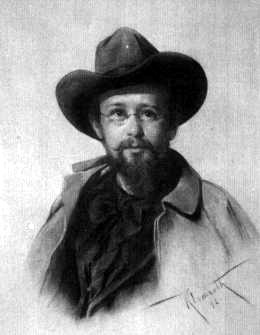
Ferdinand Pfohl, ett porträtt målat av Anton Klamroth 1892.

Ferdinand Pfohl, född 12 oktober 1862 i Elbogen, död 16 december 1949 i Hamburg-Bergedorf, var en tysk musikskriftställare.
Pfohl idkade universitets- och musikstudier i Prag och Leipzig samt blev 1892 musikkritiker i "Hamburger Nachrichten". Han skrev bland annat Die moderne Oper (Den moderna operan), monografin Arthur Nikisch och förklarande vägledningar till de flesta av Richard Wagners musikdramer. Han komponerade även sånger och symfoniska verk med mera.